# Mushu (personaje de Mulan)
Mushu es un personaje ficticio de Mulán, la franquicia de Disney, que apareció por primera vez en la película de animación de 1998 del mismo nombre. Mushu, un pequeño dragón chino, era el guardián espiritual de la familia de Mulán antes de ser degradado por no proteger a un antepasado. Planea redimirse garantizando la seguridad y el éxito de Mulán cuando ésta se alista en el ejército en lugar de su padre, convirtiéndose finalmente en su confidente más cercano. En la secuela Mulán II, intenta sabotear el inminente matrimonio de Mulán para seguir siendo su tutor.
Aunque Mulán se basa en la leyenda china sobre Hua Mulán, Mushu es un personaje original creado específicamente para la película, a sugerencia de Roy E. Disney. Los creadores decidieron que el dragón fuera pequeño para que no pareciera imponente al lado de Mulán. Inspirados por la actuación de Robin Williams como el Genio en Aladdín (1992), los productores de Mulán esperaban contar con otro cómico para el papel de Mushu y en un principio habían contratado a Joe Pesci para el papel. Tras decidir que el compañero de Mulán sería un personaje afroamericano, contrataron a Eddie Murphy, que grabó todos los diálogos en su estudio casero debido a conflictos de agenda. El animador Tom Bancroft estudió la cultura china y los personajes de dragones de anteriores películas animadas de Disney para diseñar el personaje, inspirándose al mismo tiempo en el trabajo anterior de Murphy y en sus gestos.
En general, el humor de Mushu fue bien recibido por la crítica y el público estadounidenses. La mayoría de los críticos alabaron la interpretación de Murphy, pero algunos consideraron que el personaje restaba seriedad al tema de la película. Mientras tanto, la recepción hacia Mushu en China fue negativa y los espectadores le acusaron de faltar al respeto a la cultura china y a los dragones. Varias publicaciones lo han calificado como uno de los mejores compañeros de Disney. La decisión de Disney de no incluir al personaje en la adaptación de Mulán del 2020, fue un esfuerzo por ser más sensible culturalmente con el público chino, lo que suscitó opiniones encontradas entre los fanes de Mushu.

## Papel
Cuando la Gran Muralla China es atravesada por los hunos liderados por Shan Yu, el Emperador de China exige que un hombre de cada casa se aliste en el ejército imperial. Mulán, la única hija del veterano de guerra Fa Zhou, se disfraza de hombre y se alista en el ejército, arriesgándose a la pena de muerte si se descubre su sexo. Los antepasados de Mulán planean enviar a un dragón guardián para recuperarla, e invocan a Mushu, un pequeño dragón que había sido degradado anteriormente, para que lo despierte. Mushu destruye accidentalmente la estatua del dragón guardián al intentar despertarlo, y aprovecha la oportunidad para acompañar a Mulán en su lugar, con el objetivo de redimirse a los ojos de los ancestros convirtiéndose en su guardián. Aunque bienintencionados, sus esfuerzos a veces crean más complicaciones para Mulán. Decidido a que Mulán demuestre su valía, Mushu falsifica una carta que hace que su inexperto escuadrón de nuevos reclutas viaje al paso de Tung Shao, donde descubren que la aldea y el resto de su ejército ya habían sido masacrados por los hunos. Durante una batalla en la que Mulán derrota a la mayoría de los hunos provocando una avalancha, Mulán resulta herida y su verdadera identidad es revelada al ejército y al general Li Shang. Shang le perdona la vida a cambio de haber salvado la suya momentos antes, pero despide a Mulán. Mushu se arma de valor y confiesa a Mulán sus intenciones egoístas, pero promete que superarán juntos cualquier desafío. Descubren que Shan Yu y algunos de los miembros supervivientes de su ejército se dirigen al reino y deciden perseguirlos. Mulán consigue atrapar a Shan Yu en la azotea del palacio y Mushu enciende un fuego artificial que lo mata. El emperador elogia a Mulán como heroína y perdona sus transgresiones. Mulán decide rechazar la oferta de unirse al consejo del emperador y regresa a casa abrazada a su padre. Por último, Mushu es finalmente restituido como guardián.
En Mulán II, Mushu intenta evitar que los prometidos Mulán y Shang se casen, ya que si lo hicieran Mushu perdería su puesto como tutor de Mulán. Mushu viaja con Mulán y Shang en una misión para proteger a tres princesas, intentando sabotear su relación por el camino.

## Desarrollo

### Creación y castin
Mushu no se menciona en la leyenda china sobre Hua Mulán ni en la Balada de Hua Mulán, en las que se basa la película. Fue creado específicamente para la película de animación, aunque la mayoría de sus guionistas lo consideraron obligatorio y protestaron por su inclusión. A pesar de considerar que los dragones son uno de los aspectos más reconocibles de la cultura y la imaginería chinas, a Disney le preocupaba en un principio que un compañero dragón empequeñeciera a Mulán en la pantalla. El presidente de Disney, Roy E. Disney, sugirió el personaje de Mushu al enterarse de que los dragones del folclore chino pueden ser de diferentes tamaños. El personaje fue creado para proporcionar un alivio cómico y recibió su nombre de un plato chino-estadounidense; finalmente sustituyó a un compañero panda llamado "Moo Goo Gai Panda". En un momento dado, Mushu pretendía ser dos personajes, un grifo y un fénix, y apareció en la película de forma mucho más prominente. Inspirados por el éxito de la interpretación de Robin Williams como el Genio en Aladdín (1992),los productores esperaban contar con un actor cómico para el papel y habían considerado a Joe Pesci, Steve Martin y Sinbad. También animaron una demo con algunos de los diálogos de Pesci de una de sus películas. Pesci fue el elegido originalmente y una primera versión de Mushu se describía como una serpiente con dos cabezas y personalidades diferentes a las que Pesci y Richard Dreyfuss ponían voz, respectivamente. En un principio, los cineastas habían imaginado al personaje con un acento "neoyorquino, de tipo duro y callejero" que recordaba a los actores Billy Crystal y Danny DeVito, pero consideraron que estos rasgos eran demasiado derivados de personajes secundarios de anteriores películas de Disney.

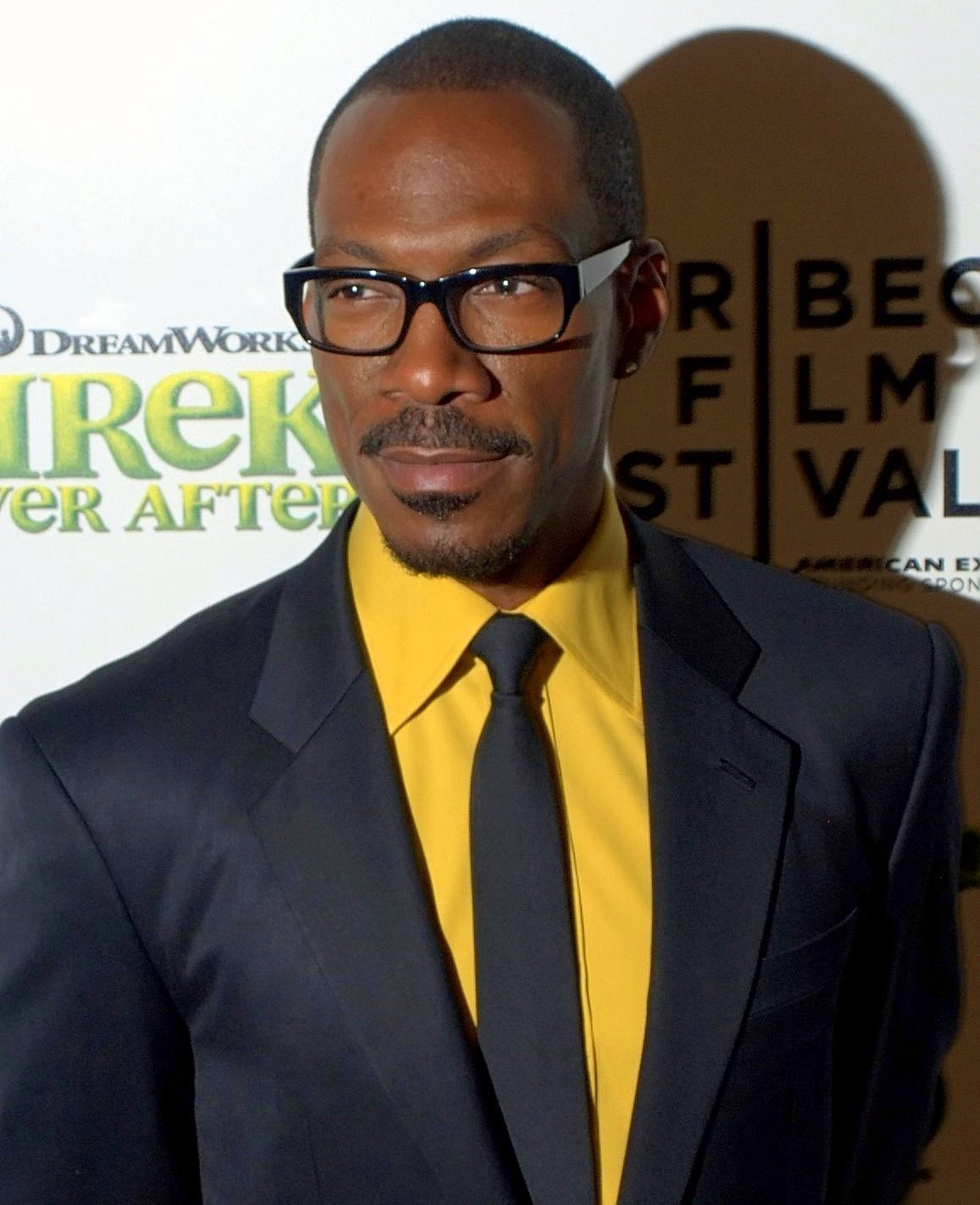
Eddie Murphy pone voz a Mushu.

Según el director Tony Bancroft, Mushu siempre había sido descrito como lo opuesto a la personalidad de Mulán y pensaron que un personaje afroamericano ofrecería el contraste perfecto con el comportamiento más tradicionalmente chino de la heroína. Comenzaron a entrevistar a varios intérpretes afroamericanos. El ejecutivo de Disney Michael Eisner sugirió finalmente al actor y cómico Eddie Murphy, cuyo castin se confirmó en junio de 1997. Aunque Murphy ya había expresado su interés por dedicarse a la animación,Eisner afirmó que Murphy le debía un favor por haber producido una de las primeras películas importantes del actor, Beverly Hills Cop (1984) Tom Bancroft, el animador supervisor de Mushu y hermano gemelo de Tony, no estaba seguro al principio de contrastar la seria descripción de la cultura china de la película con una voz urbana, pero al final pensó que el personaje aportaría una química dinámica a Mulán. El papel de Mushu se amplió hasta convertirse en uno de los personajes principales de la película a medida que la historia evolucionaba. El personaje del grillo mudo Cri-Kee se añadió para equilibrarlo, ya que Mushu es el único personaje que puede entender los gorjeos de Cri-Kee.
Murphy aceptó el papel en parte porque quería hacer algunas películas que pudieran ver sus propios hijos, ya que antes de Mulán había protagonizado sobre todo películas destinadas a adultos. También era uno de los pocos miembros no asiáticos del reparto principal. Debido a su apretada agenda de rodaje, Murphy pidió a Disney que le permitiera grabar su papel desde su estudio en Englewood, Nueva Jersey, adonde Disney llevaba los bocetos de los personajes. Según Tony, se vieron obligados a cumplir las exigencias de Murphy para evitar el riesgo de no completar su animación a tiempo, lo que, según admitió, acabó beneficiando a la actuación. Murphy improvisó poco porque el papel ya estaba escrito para él. Se dice que el actor cobró 14 millones de dólares por su trabajo.
Los compositores Matthew Wilder y David Zippel habían escrito al menos dos canciones para que Mushu las cantara cuando se presentara a Mulán. Una de ellas, "Keep 'Em Guessing", habría enseñado a Mulán a ser un soldado masculino convincente. La canción se cortó porque Murphy no quería cantar en la película, a pesar de varios intentos de reescribirla a su gusto. Tony consideró que las canciones de Mushu arruinaban el ritmo de la película. Decidieron sustituirla por Mushu presentándose a Mulán a la manera de un predicador afroamericano porque consideraron que necesitaban una gran introducción en ausencia de la canción. En 2020, Ming-Na Wen, que da voz a Mulán, reveló que aún no había conocido a Murphy en persona, a pesar de haber puesto voz a personajes de la misma película. Mushu fue el primer papel de Murphy como actor de doblaje, y Tom teoriza que esto inspiró a DreamWorks para darle el papel de Donkey en la franquicia de Shrek, Murphy es uno de los pocos miembros del reparto original de la película que no repitió su papel en la secuela Mulán II (2004), cuyas primeras versiones tenían un dragón de interés amoroso para Mushu.

### Diseño y personalidad
Tom fue el animador supervisor de Mushu, y Chris Sanders fue uno de sus diseñadores de personajes. En un principio, Tom esperaba que le asignaran un personaje menos importante, pero Mushu se convirtió finalmente en su primer trabajo como animador supervisor. Fue contratado para trabajar en Mushu un año antes de que comenzara la producción de Mulán, durante un período en el que Disney aún no había elegido al personaje ni determinado su personalidad. Además, el diseñador de personajes Harald Siepermann dibujó el arte conceptual desde su estudio en Alemania durante las primeras semanas de producción, pero no se le acreditó porque trabajó menos de 200 horas en la película. Los animadores habían considerado varios animales para Mushu, incluida una serpiente de dos cabezas. En varias fases del desarrollo, Mushu pasó de ser dos dragones diferentes que se transforman en uno al final de la película, a ser un fénix y, finalmente, un dragón. Debido a las constantes revisiones del guion al principio, Tom dibujó versiones genéricas del personaje, evitando poses y expresiones faciales.
Tom se inspiró en varios aspectos de la cultura china a la hora de diseñar el personaje, como la xilografía y las esculturas de los templos. Aunque Disney había presentado dragones de estilo europeo en varios proyectos de animación anteriores, Mushu fue el primer dragón chino del estudio y Tom trabajó para diferenciar al personaje de sus predecesores. El animador se dio cuenta de que los dragones chinos y europeos son muy diferentes en apariencia y describió a los primeros como "delgados y con forma de serpiente, mientras que los dragones europeos solían ser gruesos y más parecidos a un cocodrilo". Tom también investigó dragones y personajes parecidos a dragones de anteriores películas de Disney, como Elliott, de Mi amigo el dragón (1977), Maléfica de La bella durmiente (1959) y la Hidra, de Hércules (1997) y estudió El dragón chiflado (1941) para ver cómo los animadores abordaban un dragón simplificado y humorístico en los años 40. Tom también se inspiró en el trabajo de Eric Goldberg, otro animador de Disney, que había dibujado al Genio de Aladdín mándose brevemente en dragón. Describió el diseño final de Mushu como una combinación de muchos animales diferentes, que poseía "bigotes de pez gato, escamas de pez, orejas de vaca, el labio peludo de un camello, cuernos de cabra y garras de águila". Tom hizo sus propios modelos de color para el personaje, algo poco habitual en un animador supervisor. Aunque los animadores querían que la cola de Mushu fuera morada, a juego con sus cuernos, un ejecutivo de Disney insistió en que fuera roja, como el resto del personaje, para disgusto de Tony. En un acto de protesta, los animadores colorearon en secreto su cola de morado en una breve escena de la película, cuando monta a lomos de Khan.
Tom refinó las expresiones faciales, las poses y la personalidad de Murphy una vez que éste fue contratado y asistió al menos a dos de sus sesiones de grabación. La actuación de Murphy influyó enormemente en los dibujos de Tom, que llegó a pasar hasta una semana animando cada escena mientras escuchaba las grabaciones de las sesiones de Murphy. También se inspiró en el trabajo de Murphy en De mendigo a millonario (1983) y Saturday Night Live, concretamente en sus expresiones faciales, la forma de contar los chistes y cómo utiliza las manos, así como en las impresiones de la cara del actor. Afirma que el personaje es muy similar a Murphy en cuanto a personalidad. A pesar de la influencia de Murphy en Mushu, Tom dice que incorporó más de sí mismo en el dragón que su actor de doblaje, y lo considera uno de los personajes favoritos en los que ha trabajado. Afirma que se enteró por compañeros que trabajaban en DreamWorks de que sus animadores habían revisado material de animación de Mushu cuando desarrollaban a Donkey para Shrek, al que también puso voz Murphy. En un esfuerzo por atraer al público de mayor edad, Disney omitió a Mushu de la campaña de marketing de Mulán hasta dos semanas antes del estreno de la película. El archivero de Disney, Dave Smith, describió a Mushu como fanfarrón, valiente y excitable, un personaje que "tiene personalidad y bravuconería más que suficientes para los dragones más grandes", a pesar de su pequeño tamaño.

## Recepción crítica
En el momento del estreno de Mulán, Mushu fue generalmente bien recibido por la crítica y el público estadounidenses. El crítico de cine Roger Ebert afirmó que el personaje "se hace rápidamente con nosotros", a pesar de que al principio le resultaba desconcertante debido a la ambientación histórica de la película. Margaret A. McGurk, de The Cincinnati Enquirer, calificó a Mushu de "divertidísimo... aunque es un misterio cómo esta personalidad estadounidense tan moderna aterrizó en la antigua China". Berge Garabedian, de JoBlo.com, lo coronó como la "auténtica estrella" de la película, afirmando que Mushu "consiguió arrancar una carcajada al público durante cada una de sus maravillosas apariciones". Varios críticos compararon la interpretación de Mushu y Murphy con la del Genio de Aladdín, de Robin Williams. Jeff Vice, del Deseret News, dijo que Murphy "tiene su ración de divertidas frases hechas", a pesar de tener la sensación de que el actor se esforzaba demasiado por imitar a Williams.
La actuación de Murphy ha recibido críticas positivas. El crítico de cine Richard Corliss lo consideró "muy divertido", y Dan DiNicola, de The Daily Gazette, dijo que "ofrece una actuación de escándalo". Eileen Fitzpatrick, crítica de Billboard, calificó a Murphy de "divertidísimo" en el papel. Jenn Shreve, de Salon, dijo que Murphy aporta suficiente comedia sin robarle el protagonismo y opinó que los estereotipos del personaje "parecen existir con el propósito expreso de ser destruidos y a menudo son responsables de algunos de los momentos más hilarantes de la película". El crítico de cine Owen Gleiberman calificó a Murphy de irresistible, pero deseó que su personaje hubiera contado con un material más sólido. Barbara Shulgasser, de SFGate, dijo que el actor "da a una película bastante aburrida toda la vida que tiene". Essence considera que Mushu es uno de los papeles más emblemáticos de Murphy, mientras que varias publicaciones como Entertainment Weekly y Gold Derby lo han clasificado entre las mejores interpretaciones de su carrera. Variety clasificó el trabajo de Murphy como Mushu como la undécima mejor actuación de doblaje en una película de Disney, mientras que MovieWeb y Game Rant lo clasificaron como el octavo y Backstage lo incluyó entre las 14 "mejores actuaciones de doblaje de todos los tiempos". Mushu también ayudó a lanzar el período familiar de la carrera del actor, durante el cual adquirió una base de fans más joven al aparecer en varias películas familiares; no protagonizó una película clasificada R hasta 2019. Escribiendo para Paste, Josh Jackson bromeó diciendo que las mejores actuaciones cómicas de Murphy desde Coming to America (1988) parecen ser animadas. Tim Grierson, de Cracked.com, calificó Mushu como su segunda mejor interpretación en una película familiar, citándola como precursora de su largo papel de Donkey en la franquicia Shrek, con lo que Jason Fraley, de WTSP, estuvo de acuerdo. Según un artículo de Metacritic publicado en 2023, Mulán fue la sexta película mejor valorada de la carrera de Murphy hasta ese momento. Ethan Alter, de Yahoo! Entertainment, dijo que la película "coronó un exitoso regreso a mediados de los 90 para el icono de la comedia".
Tanto Hollis Chacona, de The Austin Chronicle, como el crítico de cine Todd McCarthy calificaron los anacronismos del personaje de chocantes, a pesar de encontrar divertido parte de su humor. La escritora Mari Ness calificó a Murphy de incorporación irritante e innecesaria al reparto, criticando su aparente dependencia del humor anacrónico y considerándolo inferior al Genio. El historiador de la animación Jerry Beck afirmó que las bromas de Mushu debilitan la película y chocan con su serio tema. En otra crítica, Beck opinó que Murphy era "estrictamente un doble de acción y que sus “payasadas” estancaban la historia" Jeffrey Gantz, del Boston Phoenix, lo tachó de "versión afroamericana menos interesante" de los secundarios de Aladdín, El rey león y Hércules, de Disney. Ian Freer, de Empire, tachó a Mushu de "obligatorio" y "completamente superfluo". Para The New York Times, Janet Maslin criticó la película por relegar a un personaje "negro" a un "payaso servil". Mushu fue recibido negativamente en China. Según Country Living y The Baltimore Sun, algunos espectadores consideraron que su caracterización era una representación inexacta e insensible de la cultura china. Alter señaló que parte del material de Murphy no ha envejecido bien en las décadas transcurridas desde el estreno de la película, en concreto los chistes de su personaje sobre la cocina mongola y el uso de ropa de mujer. Sin embargo, Dennis E. Yi, de The China Project, argumentó que el público chino no se sintió ofendido por la representación de Mushu porque cree que en la cultura china es habitual hacer bromas a costa de los dragones de "nivel inferior".
Anthony Brett, de The Daily Telegraph y Petrana Radulovic, de Polygon, criticaron Mulán II por deshacer el desarrollo del personaje de Mushu al hacer que intentara sabotear la boda de Mulán y Shang. Brett también criticó a Disney por sustituir a Murphy por el actor blanco Mark Moseley y lo calificó de "blackface en doblaje". Kevin Wong, de GameSpot, dijo que estos cambios en Mushu eran "el peor aspecto de Mulán II".

## Legado
Se ha dicho que Mushu es un personaje querido y favorito de los fanes de la franquicia Mulán. Kelsey Dickson, de Comic Book Resources, describió a Mushu como el héroe anónimo de Mulán, lo que Dickson atribuyó a las decisiones y acciones que inadvertidamente hacen que Mulán demuestre ser una heroína y una soldado capaz. Phil Pirrello, de The A.V. Club, clasificó a Mushu como el 44.º mejor personaje Disney de todos los tiempos, describiéndolo como un personaje redondos más completo que el Genio de Aladdín. Disney Rewards y Esquire describieron a Mushu como uno de los secundarios animados más queridos del estudio, y Game Rant lo clasificó como el tercer mejor personaje secundario de Disney. En 2022, Entertainment Weekly informó de que el personaje parece ser ampliamente admirado como secundario. La misma publicación dijo que Mushu merece su propia serie derivada, y Collider lo clasificó como el mejor compañero animal de Disney. HuffPost clasificó a Mushu en el puesto 14 de su "Clasificación definitiva de los compañeros de Disney". Country Living lo situó en el puesto 29, Bustle en el segundo, y Country 102.5 en el séptimo. Varias publicaciones consideran a Mushu uno de los mejores dragones en la cultura popular, como MTV News, USA Today, Polygon, y Comic Book Resources. Collider lo clasificó como el segundo mejor dragón de la historia del cine. En un artículo para The Guardian, la escritora Julie Kagawa clasificó a Mushu como el sexto mejor dragón de películas y libros, mientras que The A.V. Club lo clasificó como el noveno mejor dragón de película. Dictionary.com citó a Mushu entre los dragones más famosos de la cultura pop en 2022, señalando que "Esta representación difiere de los dragones chinos típicos, que a menudo son retratados como elegantes, imponentes y sabios". Los bocetos y el arte conceptual de Mushu aparecieron en el libro del animador Tom Bancroft The Art of Disney's Dragons (2016). La popularidad del personaje le ha llevado a aparecer en varios medios relacionados, como secuelas, videojuegos y parques temáticos, especialmente en Disneylandia de Hong Kong desde su ceremonia de inauguración en 2005. Mushu fue el anfitrión de la visita guiada The Magic of Disney Animation en Disney's Hollywood Studios.
Mushu también ha sido descrito como un personaje controvertido. Se dice que a los espectadores chinos no les gustó el dragón en el estreno inicial de la película. Según el profesor de la Universidad del Sur de California Stanley Rosen, el personaje fue bien recibido en Estados Unidos, pero acusado por algunos espectadores chinos de trivializar su cultura y la historia de Mulán. Cuando se publicó el tráiler de la adaptación de acción real de la película de 2020, varios fanes se quejaron en las redes sociales de la ausencia de Mushu en el avance. En julio de 2019, el hashtag de Twitter "There’s no Mushu dragon in Mulan" (No hay dragón Mushu en Mulán) había sido visto más de 310 millones de veces. La directora Niki Caro confirmó que el personaje no estaría en la nueva versión y desacreditó las teorías de que el fénix era "una versión actualizada" de Mushu. El productor Jason Reed explicó que Mushu se eliminó porque "el dragón es un signo de respeto, fuerza y poder y utilizarlo como un compañero tonto no era del agrado del público chino tradicional". Tom, el animador original de Mushu, también valoró que excluir al personaje de la nueva versión permitiría al equipo creativo lanzar su propia versión de Mulán sin que las expectativas de adaptar a Mushu lo impidieran.
Se cree que fue excluido de la nueva versión debido a la preocupación por la inexactitud cultural y el racismo, pero algunos académicos y críticos culturales defendieron la decisión de Disney de excluir a Mushu, describiéndolo como un intento del estudio de representar la cultura y la historia chinas de forma más auténtica. Olive Pometsey, de la revista GQ, consideró que el ajuste era necesario para adaptar Mulán de forma respetuosa y Adrienne Westenfeld, de Esquire, dijo que la ausencia de Mushu dio lugar a una Mulán más fuerte y autosuficiente. Sin embargo, Jeva Lange, de The Week, informó de que los fanes chinos también expresaron su decepción por la exclusión de Mushu en la plataforma china de microblogueo Weibo. Por otra parte, según Rebecca Davis, de Variety, el público chino lamentó la ausencia de Mushu en el estreno de la nueva versión en China. En una reseña para la CNN, la historiadora Kelly Hammond criticó la eliminación de Mushu como uno de los mayores errores de la nueva versión, ya que, en su opinión, la película dependía de chistes anticuados de soldados masculinos para el alivio cómico. Lange opinó que la ausencia de Mushu priva a la nueva versión de Mulán de diálogos significativos al eliminar al personaje secundario con el que compartía la mayoría de las conversaciones, sugiriendo que podría haber sido reimaginado como un personaje más serio, un dragón femenino u otro tipo de personaje por completo, en lugar de eliminarlo por completo.